# Polsko-Czeska Grupa Poeci ’97
Polsko-Czeska Grupa Poeci ’97 – polsko-czeska grupa poetycka powstała w Nowej Rudzie w styczniu 1997 z inicjatywy Krzysztofa Karwowskiego i Tomasza Leśniowskiego (Davida Magena).

## Geneza
Założycielami Polsko-Czeskiej Grupa Poeci ’97 byli ludzie, którzy tworzyli m.in. dorobek Noworudzkiego Klubu Literackiego Ogma: antologie i tomiki oraz ciekawe imprezy artystyczne i poetyckie. „Szukanie innej formuły niż proponował ten klub, zaowocowało powołaniem Poetów ’97 – grupy, nastawionej na intensywniejszą działalność wydawniczą, a utrzymującą ze sobą wzajemnie kontakty głównie korespondencyjnie”. Inspiracją do tej transformacji stały się słowa zaczerpnięte z utworu Karola Maliszewskiego pt. „Poeci doskonale wierni”: „oni coś jeszcze napiszą/ w 1997 usłyszycie o nich/ zmartwychwstanie poematu będzie ogłoszone”.

## Członkowie
Członkowie Grupy Poeci '97 brali aktywny udział w ogólnopolskich konkursach literackich oraz imprezach poetyckich organizowanych w różnych miastach Polski. W pierwszych miesiącach istnienia grupę tworzyli: Lidia Bryk-Mykietyn, Daniel Gwoździk z Wałbrzycha, Krzysztof Karwowski, Bogdan Klim, Tomasz Leśniowski, Karol Maliszewski (członkostwo honorowe), Lidia Niekraś, Aneta Oczkowska, Beata Rumak-Eisfeld, Anna Szpak oraz Renata Szymik. Grupa skupiała twórców nie tylko z Nowej Rudy, ale również z innych regionów Polski. Już pod koniec 1997 grupę dodatkowo tworzyli: Elżbieta Antoś z Opola, Marek M. Kielgrzymski z Gdańska, Karolina Trybała z Düsseldorfu oraz Magda Gazur, Mariusz Poźniak i Tomasz Proszek z Nowej Rudy. Na początku 1998 grupa zrzeszała już poetów z kraju i zagranicy. Należało do niej 17 osób (w tym 11 po debiucie poetyckim, a 6 przed debiutem), między innymi: Miloš Hromádka i Věra Kopecká z Broumova, Piotr Wiktor Lorkowski z Sopotu. Wokół grupy skupiło się również spore grono sympatyków.
Od lutego 1998 uległa zmianie nazwa grupy na: Polsko-Czeska Grupa Poeci ’97 (czes. Polsko-Česká skupina Básnici ’97), w związku z dołączeniem do grupy poetów z Czech. W trakcie wernisażu wystawy fotografii Věry Kopeckiej pt. „Toulky krajinou”, który odbył się 30 marca 2001 autorce przyznano honorowe członkostwo Polsko-Czeskiej Grupy Poeci '97. Decyzję o nadaniu podjęła kapituła w składzie: K. Karwowski, T. Leśniowski oraz K. Maliszewski. Podczas XI Noworudzkich Spotkań z Poezją, które miały miejsce 2 czerwca 2001 r. Antoniemu Matuszkiewiczowi wręczono członkostwo honorowe Grupy Poeci '97.
W latach 1997–1999 przewodniczącym Grupy był Krzysztof Karwowski, natomiast w latach 1999-2001 Tomasz Leśniowski. Grupa istniała do 2001.

## Publikacje
1. Ingeborg Bachmann, Nocny rejs w tłum. K. Karwowskiego, 1997[5]
2. Antologia Wiersze dla kilku przyjaciół marzec 1997[1]
3. David Magen, odłamek macewy, kwiecień 1997[6]
4. Antologia miasto poetów, lipiec 1997[7]
5. Mariusz A. Poźniak Senne podróże, listopad 1997[8]
6. David Magen, niedziela w kłodzku, styczeń 1998[9]
7. Władysław Krupa, Wiersze niektóre, maj 1998[10]
8. Antologia Szklany parnas, październik 1998[11]
9. Katarzyna Brzóska, Kolory na środku, luty 1999[12]
10. Noworudzki Klub Literacki Ogma. Grupa Poeci '97 pod red. T. Leśniowskiego, listopad 1999[13]
11. David Magen, Dzień mózgu, luty 2000[14]
12. Krzysztof Karwowski, HiQ, 2000[1][2]

Działalność wydawnicza Polsko-Czeskiej Grupy Poeci '97 nie obejmowała tylko publikowania tomików i antologii poezji. Od czerwca 1997 do 1999 ukazywała się „Pagina” – arkusz literacki  Grupy Poeci '97. Natomiast od czerwca 1998 T. Leśniowski redagował i wydawał „Cermait”.